# Viktoria Winge
Viktoria Winge (Oslo, 5 de março de 1980) é uma atriz norueguesa.